# Поведенческо моделиране
В поведенческите науки, теория на системите и моделирането на динамични системи, поведенческият модел възпроизвежда необходимото поведение на оригиналната анализирана система, така че да има съответствие едно-към-едно между поведението на оригиналната система и симулираната система. Това именно означава, че моделът уникално предсказва бъдещите състояния на системата, на базата на предишните. Поведенческият подход е мотивиран от целта за получаване на рамка за анализ на системата, която зачита основните физични свойтсва и от там извежда подходящи математически понятия.
Ключов въпрос на поведенческия подход е дали величината w1 може да бъде еднозначно определена, при дадени величина w2 и модел. Ако w2 може да бъде еднозначно определена при дадени w1 и модел, w2 се нарича наблюдаема. В математическото моделиране, еднозначно определената величина или променлива, често се нарича латентна (скрита) променлива, докато наблюдаваната променлива е явна променлива. Такава система се нарича наблюдаема система със скрита променлива.
Теоретичното описание на горната система, до известна степен лежи в основата, на най-актуалната употреба на термина поведенчески модел. Терминът поведенческо моделиране също се среща и в следните области:
- В компютърния дизайн (CAD), означава похват за моделиране на схеми